# Apèndix (artròpodes)

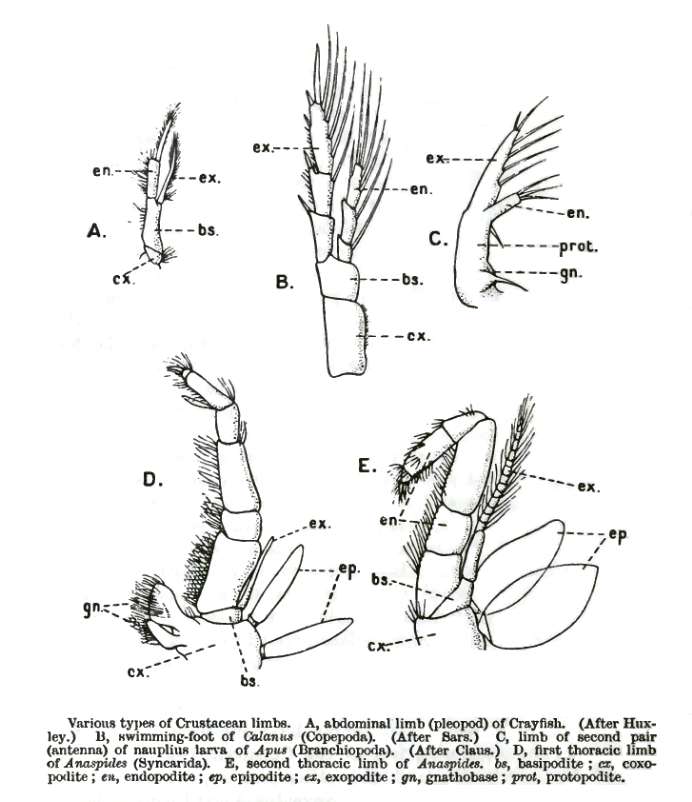
Dibuix representant diverses menes d'apèndixs en crustacis

Els apèndixs són estructures anatòmiques parelles exclusives dels artròpodes, de fet en són una de les característiques definitòries d'aquest grup animal i que dona nom al grup (arthro, articulat i podos, peu). Així entre si per un membrana articular elàstica que permet el moviment relatiu entre ells. Cadascun dels apèndixs s'insereix en un dels metàmers del cos. La condició primitiva és la presència d'un parell d'apèndixs similars en cada metàmer, la qual es conserva en pocs artròpodes actuals. Les ales dels insectes no són apèndixs, en tant que manquen d'articulacions internes. Els artells, les peces de l'apèndix, són en essència "tubs" de quitina que protegeixen i donen suport a fibres de musculatura estriada pròpia, el que els permet realitzar moviments ràpids i precisos.
Hi ha una gran quantitat de tipus diferents d'apèndixs; amb freqüència, apèndixs homòlegs reben noms diferents en cada grup taxonòmic i, a vegades, apèndixs no homòlegs reben el mateix nom; tot plegat pot crear certa confusió.
- Antenes (trilobits, crustacis, miriàpodes, insectes)
- Antènules (crustacis)
- Gnatopodis (trilobits, crustacis, aràcnids)
- Fileres (aranèids)
- Pintes (escorpins)
- Llavi o labium (miriàpodes, insectes)
- Mandíbules (crustacis, miriàpodes, insectes)
- Maxil·les (crustacis, miriàpodes, insectes)
- Maxil·lípedes (crustacis)
- Maxíl·lules (crustacis)
- Ovíger (picnogònids)
- Potes (tots)
- Pedipalps (quelicerats)
- Pereiopdis (crustacis)
- Pleopodis (crustacis)
- Quelícers (quelicerats)
- Quelífors (picnogònids)
- Toracopodis (crustacis)
- Uropodis (crustacis)

## Unirramis i birramis

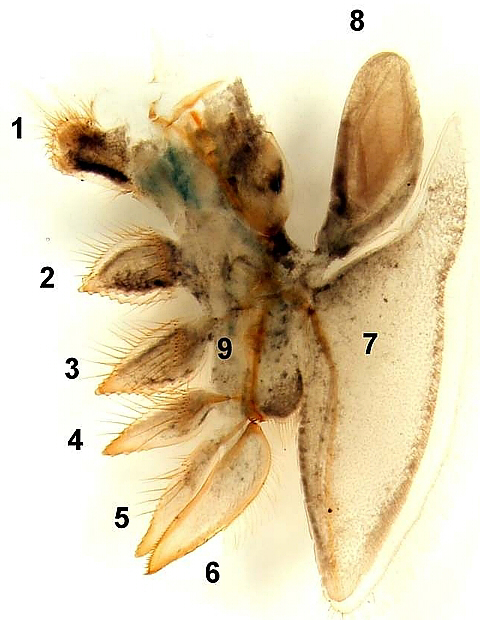
Apèndix birrami d'un crustaci (Triops).
1-5: endites; 6: endopodi; 7: exopodi; 8: epipodi; 9: protopodi

Apèndix unirrami d'insecte.
A: coxa; B: trocànter; C: fèmur; D: tibia; E: tars

Els apèndixs dels artròpodes tenen doncs una part basal o proximal que serveix com punt d'unió amb el cos, i una part distal que, en principi, té funció d'adhesió al substrat, tot i que els apèndix del cap solen servir per manipular l'aliment abans d'ingerir-lo o per captar estímuls (antenes). Depenent de la morfologies de la part distal, es distingeixen dues classes d'apèndixs:
- Apèndixs unirramis. Són apèndixs amb un sol eix. La zona proximal es denomina coxoposdi i la distal telopodis, i estan constituïdes per un nombre variable d'artells. El coxopodi posseeix sovint expansions denominades exites, situades en la part externa, i endites, localitzades en la part interna. Els apèndixs unirramis són típics dels artròpodes terrestres (aràcnids, miriàpodes i insectes).
- Apèndixs birramis. Són apèndixs amb dos eixos. La zona proximal es diu protopodi o sinpodi, en la qual s'articulen dues branques, una principal interna (endopodi) i una altra secundària externa (exopodi). El protopodi pot tenir també exites i endites, a més d'epipodis amb funció respiratòria. Els apèndixs birramis són típics dels artròpodes aquàtics (trilobits i crustacis).

No hi ha acord sobre quin tipus d'apèndix va aparèixer primer en el curs de l'evolució. S'han proposat les tres hipòtesis possibles, és a dir, que el model primitiu era unirrami, que el model primitiu era birrami, i unirramis i birramis es van originar de manera independent.
Els apèndixs dels artròpodes poden ser birramis o unirramis. Un apèndix unirrami comprèn una única seqüència de segments connectats d'extrem a extrem. Tanmateix, un membre birrami es bifurca en un o diversos dels seus artells, que alhora consisteix en una sèrie de segments adjunts d'extrem a extrem.
La branca externa (ramus) dels apèndixs dels crustacis rep el nom d'exopodi, mentre que la branca interna es coneix com a endopodi o endopodi. Altres estructures a part de les dues últimes es denominen exites (estructures exteriors) i endites (estructures internes). L'exopodi es distingeixen fàcilment de les exites per la possessió de la musculatura interna. Els exòpodes poden mancar a vegades en alguns grups crustacis (amfípodes i isòpodes), i són absents en els insectes.
Les potes dels insectes i els miriàpodes són unirràmies. En els crustacis, les primeres antenes són unirràmies, però les segones antenes són birràmies, igual que les potes en la majoria d'espècies.
Durant un temps, es creia que la possessió de membres uniramis era un caràcter compartit i derivat, de manera que els artròpodes unirramis es van agrupar en un tàxon anomenat Uniramia. Ara es creu que diversos grups d'artròpodes unirramis evolucionaren de forma independent a partir d'ancestres amb membres birramis, de manera que aquest tàxon ja no s'usa.

## Evolució i homologia

Expressió del gens Hox als segments corporals de diferents grups d'artròpodes, segons la biologia evolutiva del desenvolupament. Els gens Hox 7, 8 i 9 corresponen en aquests grups però són derivaren (per heterocronia) augmentant fins a tres segments. Els segments amb maxil·lípedes tenen el gen Hox 7. Probablement els trilobits fòssils tenien tres regions corporals, cadascuna amb una única combinació de gens Hox.

Excepte en espècies en què les potes s'han perdut o es converteixen en vestigis a través de l'adaptació evolutiva, els insectes adults tenen sis potes, un parell unit a cadascun dels tres segments del tòrax. També tenen apèndixs emparellats en alguns altres segments, en particular, bucles bucals, antenes i cercs, que se sospita que es deriven de potes combinades en cada segment d'algun ancestre comú. Tanmateix, alguns insectes larvaris tenen potes extra que caminen als seus segments abdominals; aquestes potes addicionals es diuen propodis. Es troben amb més freqüència a les larves dels lepidòpters i els símfits. Els propodis no tenen la mateixa estructura que les potes modernes d'insectes adults, i hi ha hagut un gran debat sobre si són homòlegs amb ells. Les evidències actuals suggereixen que són homòlogues fins a una etapa molt primitiva en el seu desenvolupament embriològic, però que la seva aparició en insectes moderns no era homòloga entre Lepidoptera i Symphyta. Aquests conceptes estan força acceptats en les interpretacions actuals de la filogènia.
En general, les potes dels insectes larvaris, especialment als endopterigots, varien més que en els adults. Com es va esmentar, alguns tenen propodis i "veritables" potes toràciques. Alguns no tenen potes visibles externes (tot i que tenen rudiments interns que sorgeixen com potes adultes a l'ècdisi final). Exemples inclouen les larves de mosques o larves de curculiònids. Per contra, les larves d'altres coleòpters, com les escarabèids i ditíscids, tenen potes toràciques, però no hi ha potes. Entre els exopterigots les potes de les larves solen semblar-se a les dels adults en general, excepte en adaptacions als seus respectius modes de vida. Per exemple, les potes dels efemeròpters més immadures s'adapten la seva vida sota les pedres submergides, mentre que els adults tenen unes potes més gràcils que són menys de càrrega durant el vol.

## Insectes

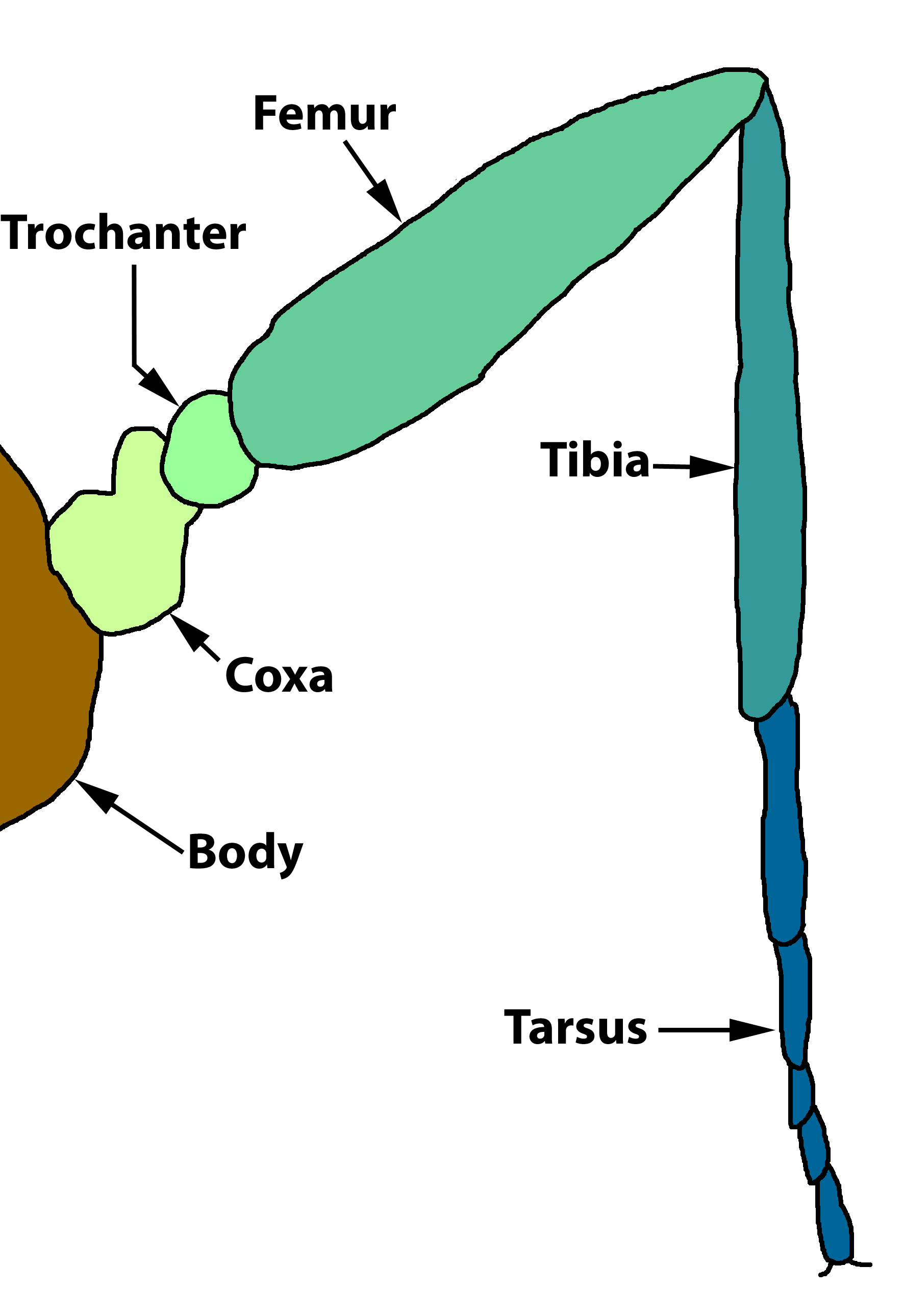
Diagrama d'un prototipus de pota d'insecte

Els insectes són hexàpodes, que tenen sis potes, connectats al tòrax, cadascun amb cinc components. Perquè des del cos es troben la coxa, el trocànter, el fèmur, la tíbia i el tars. Cadascun d'ells és format per un sol artell, excepte el tars que pot estar format de tres a set segments, cadascun anomenat tarsòmer i numerats ascendentment de la part proximal a la part distal.
Una pota d'insecte representativa, com la d'una mosca comuna o la d'una panerola, té les següents parts, d'ordenats de la més proximal a la més distal:
- coxa
- trocànter
- fèmur
- tíbia
- tars
- pretars

Associat amb la pròpia pota hi ha diverses esclerites al voltant de la base. Les seves funcions són articulars i tenen a veure amb la forma en què la cama s'uneix a l'exoesquelet principal de l'insecte. Aquestes esclerites difereixen considerablement entre insectes no relacionats.

### Coxa

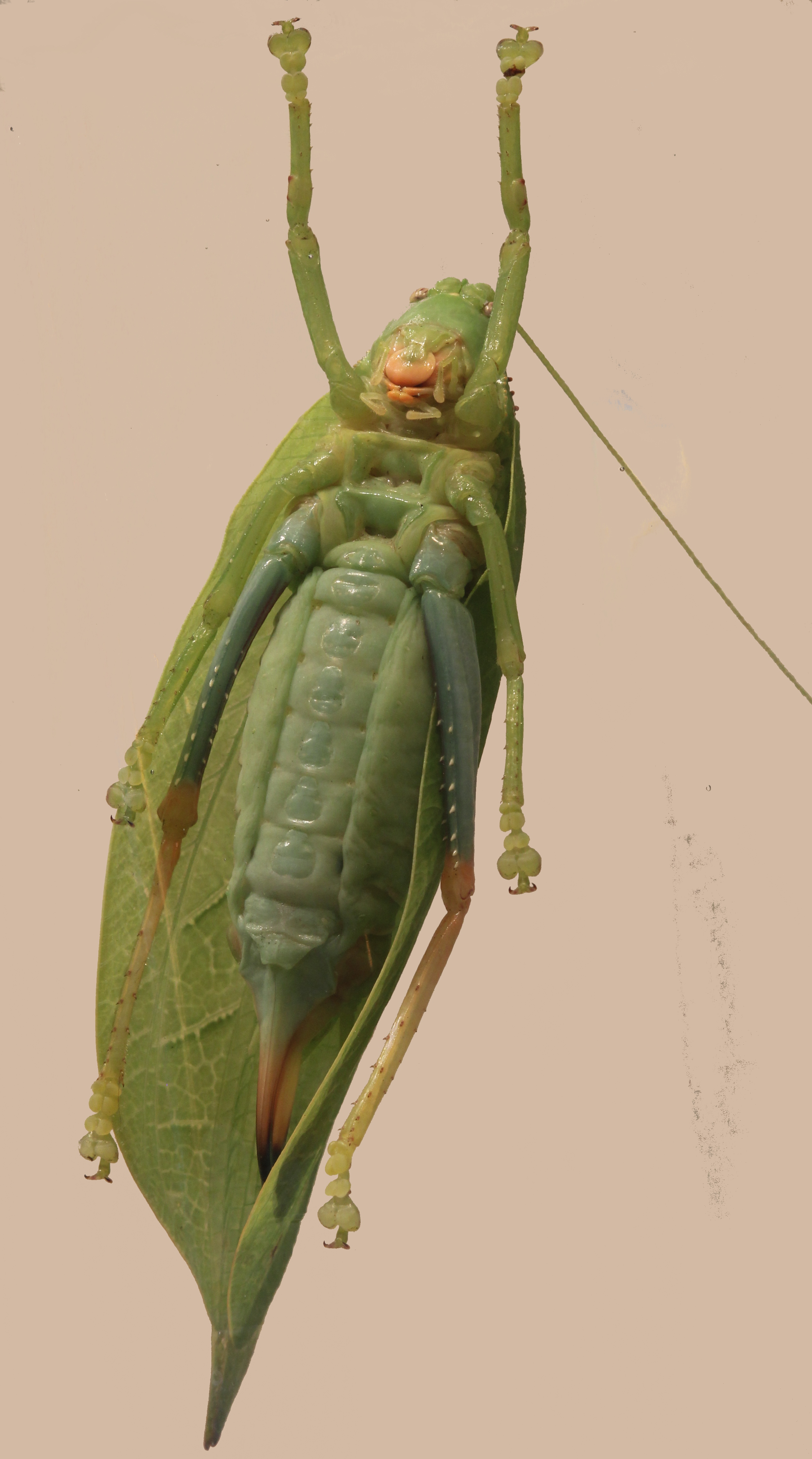
Zabalius aridus mostrant una anatomia completa de la pota incloent plàntules sota cada tarsòmer full leg anatomy, including plantulae under each tarsomere

La coxa és el segment proximal i la base funcional de la cama. S'articula amb el pleuron i les esclerites associades del seu segment toràcic, i en algunes espècies s'articula també amb la vora de l'esternita. Les homologies de les diverses esclères basals estan obertes al debat. Algunes autoritats suggereixen que es deriven d'una subcoxa ancestral. En moltes espècies, la coxa té dos lòbuls on s'articula amb el pleuron. El lòbul posterior és el meron que sol ser la part més gran de la coxa. El meron està ben desenvolupat a Periplaneta, isoptera, Neuroptera i Lepidoptera.

### Trocànter
El trocànter s'articula amb la coxa però sol estar unit rígidament al fèmur. En alguns insectes la seva aparença pot ser confusa; per exemple té dos sub-segments a Odonata. En paràsits Hymenoptera la base del fèmur sembla un segon trocànter.

### Fèmur

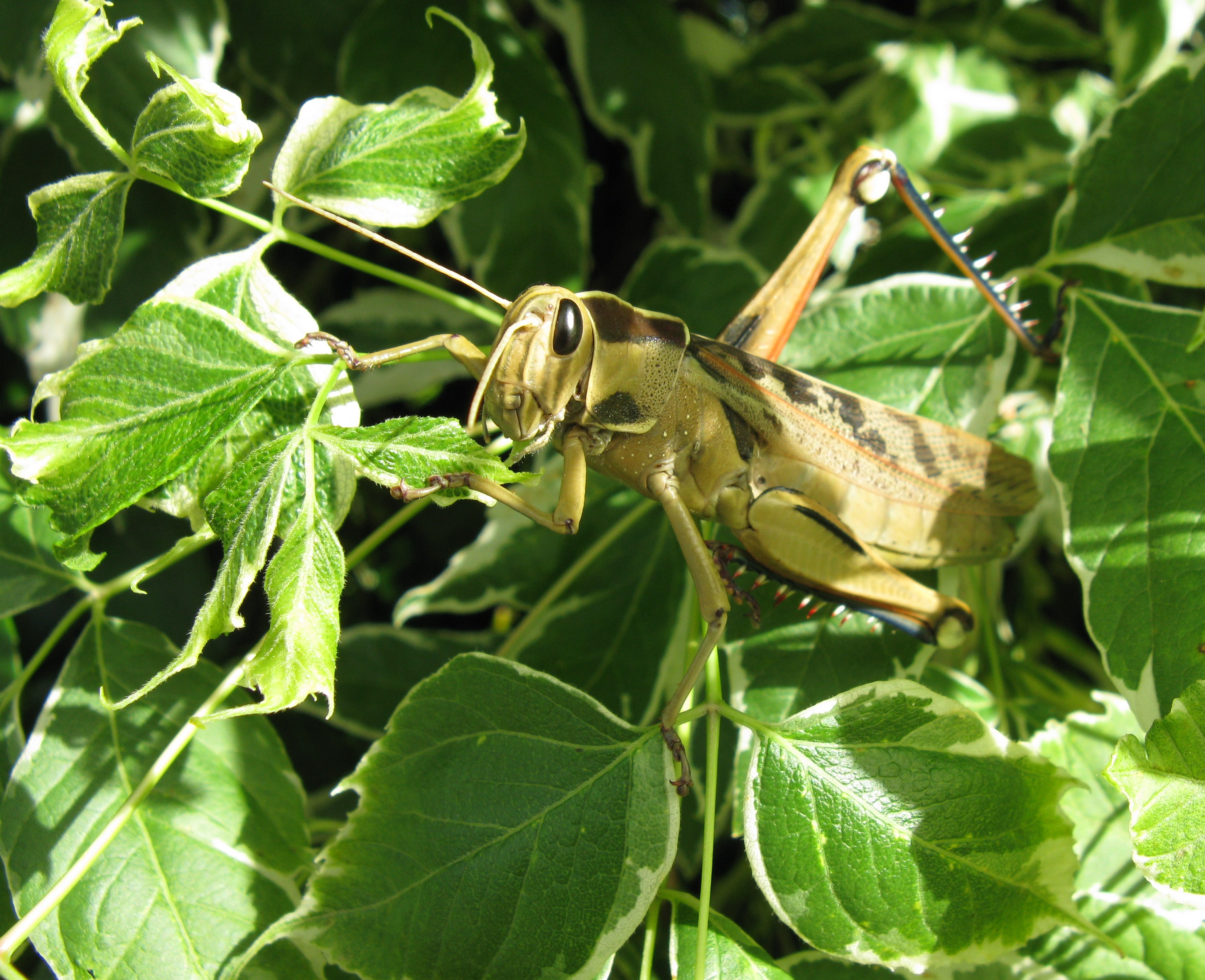
Acanthacris ruficornis amb les tíbies guarnides d'espines

En la majoria d'insectes el fèmur és la regió més gran de la pota; és especialment visible en molts insectes amb potes adaptades al salt perquè el mecanisme típic de salt és redreçar l'articulació entre el fèmur i la tíbia, i el fèmur conté la massiva musculatura bipinnada necessària.

### Tíbia
La tíbia és la quarta secció de la típica pota d'insecte. Amb caràcter general la tíbia d'un insecte és prima en comparació amb el fèmur, però generalment és almenys tan llarg com sovint més llarg. Prop de l'extrem distal generalment hi ha un esperó tibial, sovint dos o més. En Apocrita la tíbia del davantal té un gran esperó apical que s'adapta a una bretxa semicircular en el primer segment del tars. El

### Tars
El tars ancestral era un únic segment i en l'extinta Protura, Diplura i certes larves d'insectes, el tars també està segmentat individualment. La majoria dels insectes moderns tenen tars dividits en sub-segments (tarsòmers), generalment uns cinc. El nombre real varia segons el tàxon, que pot ser útil a l'hora de la determinació taxonòmica. Per exemple, els Pterogeniidae tenen tarsos de cinc segments a les potes davanteres i centrals, però de quatre segments en el parell posterior, mentre que els Cerylonidae tenen quatre tarsòmers a cada tars.

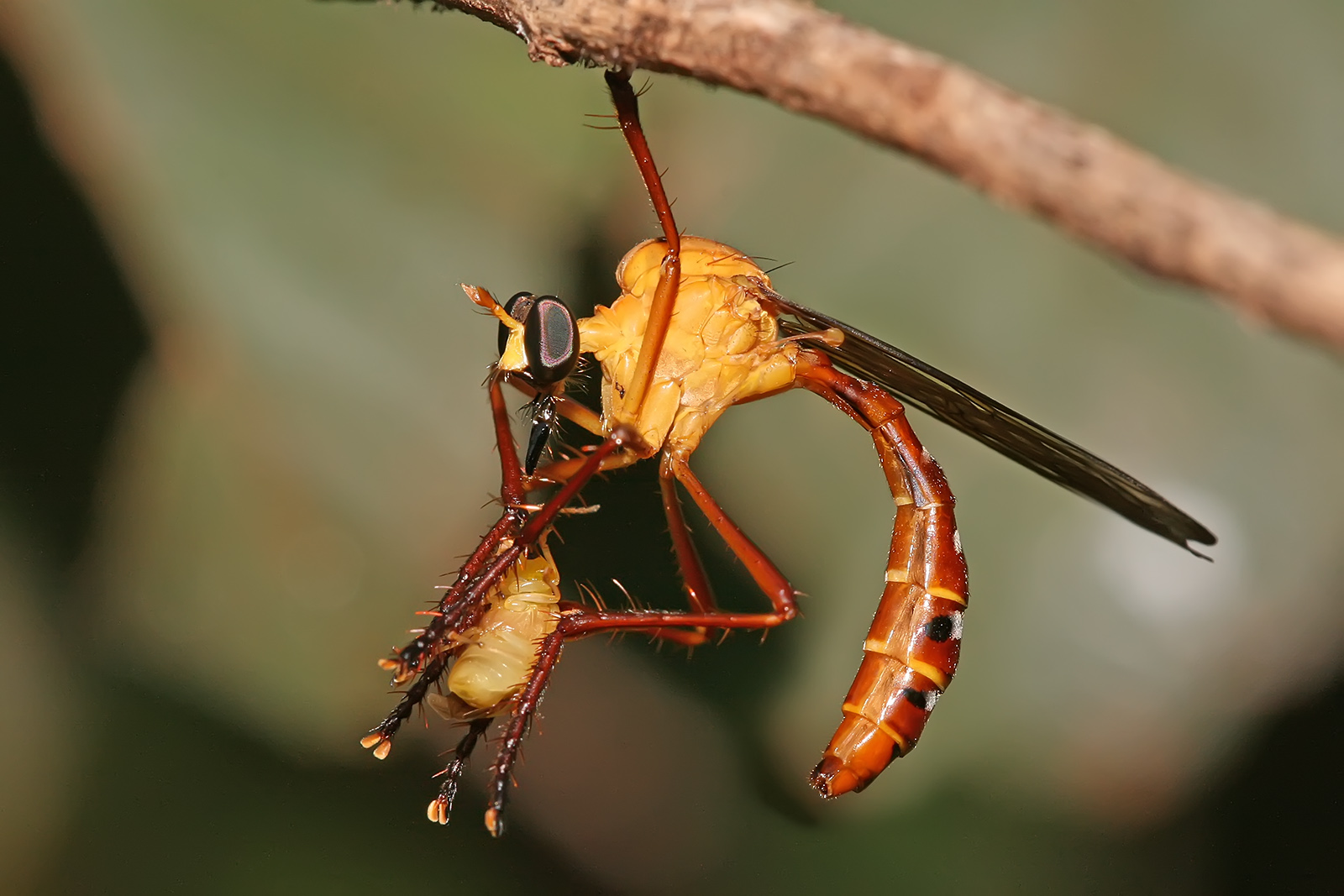
Asilidae mostrant tarsòmers i pretarsos amb ungues, pulvilli i empodia

El segment distal de la típica pota d'insectes és el pretars. En Collembola, Protura i moltes larves d'insectes, el pretars és una sola ungla. En el pretars la majoria dels insectes tenen un parell d'ungles, en llatí unguis, ungues en plural. Entre les ungues, una placa mediana la subjecta amb el pretars. La placa s'uneix a l'apodem del múscul flexor dels ungues. En Neoptera la paròdia és un parell d'estructures simètriques que sorgeixen de la superfície externa (distal) de la placa sense filtre entre les ungues. És present en molts hemípters i gairebé tots els heteròpters. En general el parempodia té una textura rígida i espinosa (setiforme), però en algunes espècies són carnoses. De vegades el parempodia es redueix en grandària gairebé desapareixent. Per sobre de la placa de unguitractor, el pretars s'expandeix cap endavant en un lòbul mitjà, l'arolium.
Sota els seus pretars, els membres dels Diptera generalment tenen lòbuls o pulvil·li aparellats, que significa "petits coixins". Hi ha un pulvil·li sota cada unguis. Els pulvil·li sovint tenen un arolium entre ells o d'una altra forma un raspall o empodi intermedi, és a dir, el lloc de reunió de la pulvil·li. A la part inferior dels segments del tars, sovint hi ha òrgans o plàntules tipus pulvil·li. L'arolium, les plàntules i les pulvil·li són òrgans adhesius que permeten que els seus posseïdors pugin superfícies llises o escarpades. Tots són resultats de l'exoesquelet i les seves cavitats contenen sang. Les seves estructures estan cobertes de pèls tubulars, els nervis són humits per una secreció glandular. Els òrgans estan adaptats per aplicar els pèls de forma estreta a una superfície llisa perquè l'adhesió es produeixi a través de forces moleculars superficials.

## Quelicerats

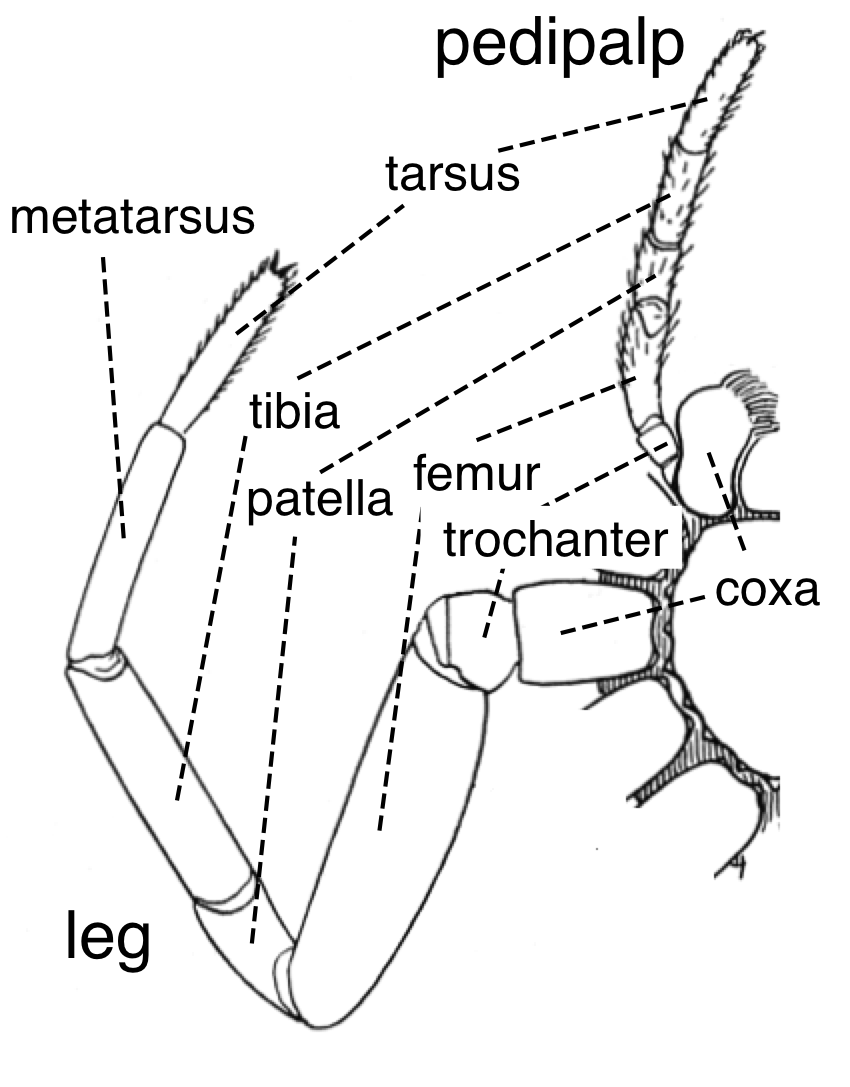
Esquema comparatiu i designació dels noms dels diferents artells de les potes i del pedipalp d'una aranya: el pedipalp no presenta l'artell corresponent al metatars

Les potes aràcnides difereixen de les dels insectes per l'addició de dos segments a banda i banda de la tíbia, la ròtula entre el fèmur i la tíbia, i el metatars (de vegades anomenat basitars) entre la tíbia i el tars (de vegades anomenat telotars), comprenent un total de set segments.
La situació és idèntica als escorpins, però amb l'addició d'un pretars abans del tars. Als escorpins i aranyes hi ha els pedipalps unes estructures properes a la boca, un tipus d'apèndix diferent implicat en la depredació i l'aparellament.
En Limulus, no hi ha metatars ni pretarsos, deixant sis segments per apèndix.

## Crustacis

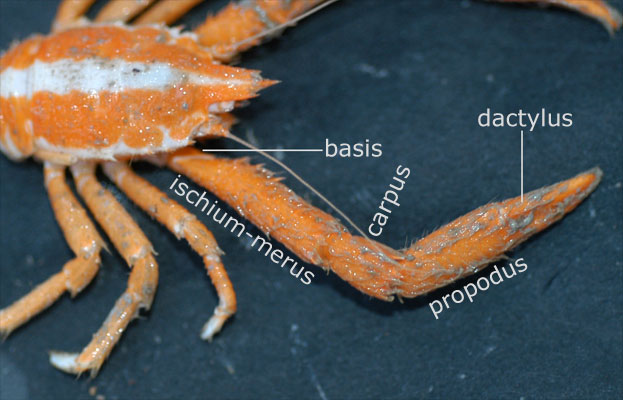
Pota d'una llagosta, mostrant els segments; l'isqui i el mer estan fusionats en molts decàpodes.

Les potes dels crustacis es divideixen primitivament en set segments, que no segueixen el sistema de nomenclatura usat en els altres grups. Són: coxa, base, isqui, mer, carp, propode i dit. En alguns grups, alguns dels segments de membres es poden combinar junts. L'ungla d'una llagosta o cranc està formada per l'articulació del dit oposat al creixement del propode. Les potes dels crustacis també difereixen en ser birramis, mentre que tots els altres artròpodes existents tenen membres unirramis.

## Miriàpodes
Els miriàpodes (milpeus, centpeus i espècies afins) tenen potes de set segments, que inclouen coxa, trocànter, prefèmur, fèmur, tíbia, tars i una arpa tarsal. Les potes dels miriàpodes mostren una varietat de modificacions en diferents grups. En tots els centpeus, el primer parell de potes es modifica en un parell d'ullals verinosos anomenats forcípules. En la majoria de milpeus mascles adults es modifiquen un o dos parells d'apèndixs locomotors en estructures per a transferir espermatozoides anomenades gonopodis. En alguns milpeus el primer parell de potes dels mascles es poden reduir a diminuts ganxos o peus roms, mentre que en d'altres es pot ampliar el primer parell.

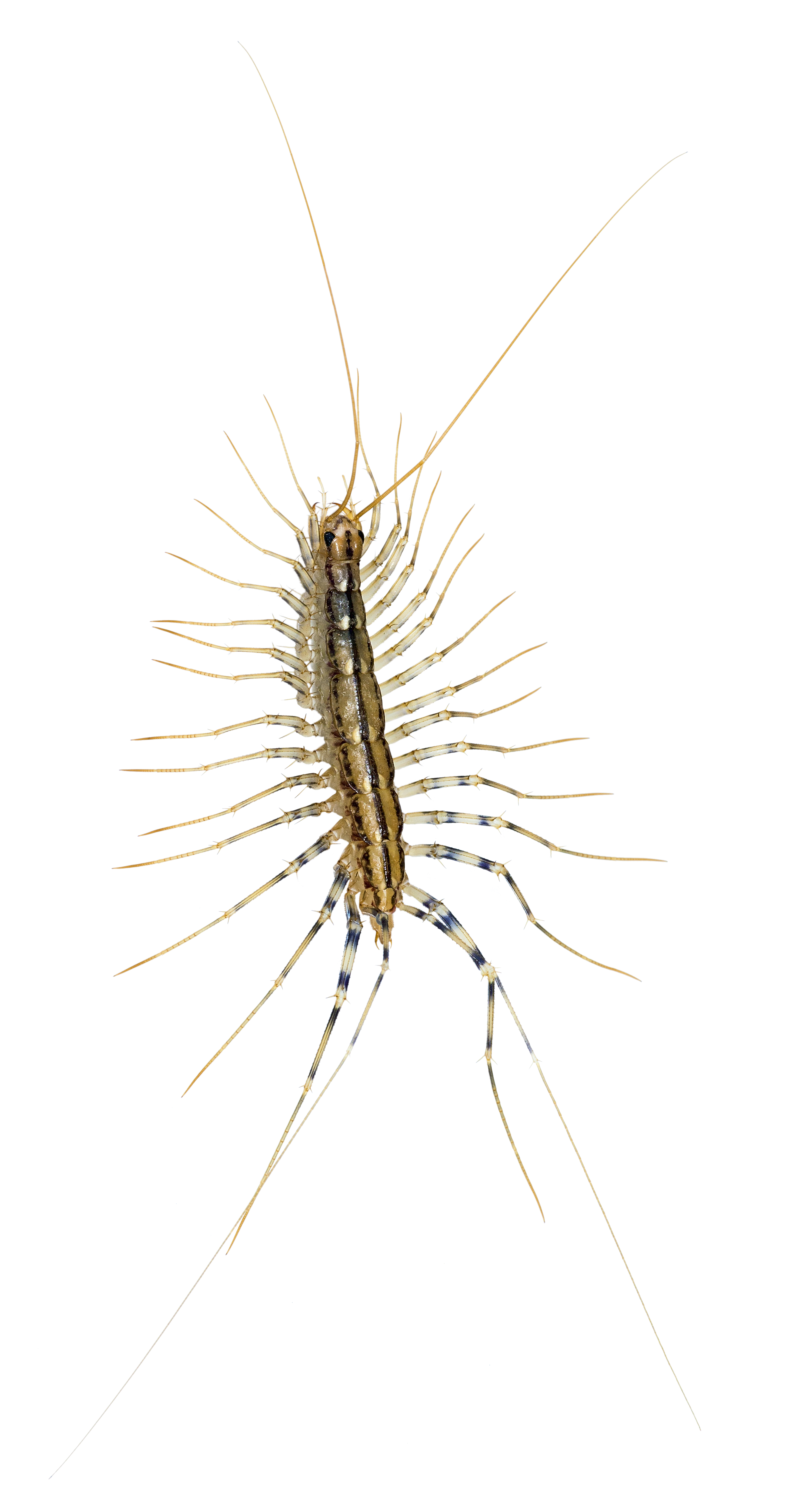
El miriàpode Scutigera coleoptrata té potes amb set artells